# Silvia (Schiff, 1928)
Die Silvia war ein deutsches Fahrgastschiff, welches von 1928 bis 1997 unter verschiedenen Namen bei diversen Fahrgastschifffahrtsbetrieben in Betrieb war. 1952 gelangte das damals Bade II genannte Schiff durch Flucht aus der DDR in die Bundesrepublik Deutschland.

## SpringundBade II

### Zwischenkriegszeit
Das Schiff wurde 1928 bei Lahe in Berlin gebaut. Es hieß zunächst Spring und fuhr dann, wohl ab 1934, lange unter dem Namen Bade II für Karl Bade, der Fahrgastschifffahrt auf dem Werbellinsee betrieb. Im Jahr 1935 besaß Bade bereits fünf Schiffe mit dem Namen Bade und außerdem die Reichsforstmeister Göring, die eigentlich die Bade VI gewesen wäre, wenn Hermann Göring es nicht anders gewollt hätte. Die Bade II war mit einer Zulassung für 151 Personen das drittgrößte Schiff der Flotte.

### Nachkriegszeit
Laut Dieter Schubert fuhr sie ab 1949 im Liniendienst Wismar-Kirchdorf/Wendorf; Hans-Günther Wentzel gibt etwas andere Daten an: Die Insel Poel sei in der Nachkriegszeit ganz ohne Schiffsverbindung nach Wismar gewesen, sodass zunächst 1946 der Schiffer Paul Abraham mit der Swante nach Kirchdorf gezogen sei und mit Fahrten zwischen Kirchdorf und Wismar begonnen habe. Ein Jahr später sei das Schiff K. Ch. Bade der Reederei Karl Bade hinzugekommen, das von einem Herrn Kiewitt gesteuert worden sei. Schließlich sei noch Karl Christian Bade, der Sohn des Reeders Karl Bade, mit der Bade II hinzugekommen. Die Bade II sei auch für Fahrten zum Hafen Timmendorf eingesetzt worden und habe früh am Morgen und spät am Abend Arbeiter zur Wismarer Werft gebracht. Ab dem Sommer 1948 sei auch der Dampfer Insel Poel wieder vor Ort im Einsatz gewesen. 1953 habe man auf die Swante und die K. Ch. Bade wieder verzichten können; letztere sei auf den Werbellinsee zurückgekommen.

### Flucht aus der DDR
1952 gelang Karl Christian Bade mit der Bade II die Flucht aus der DDR. Ein Bild der Bade II aus dem Hamburger Abendblatt trägt die Unterschrift: „Dieses kleine Motorboot, gerade so groß wie ein Alsterdampfer, mit acht Meilen Fahrt, durchbrach die Schnellbootsperre der Ostsee. Der dicke Novembernebel erleichterte das Durchkommen.“ Bei Wentzel klingt es etwas anders: „Schiffer Karl Christian Bade hatte sich mit MS Bade II und dem Vergnügungsboot Sommernachtstraum bereits im Herbst 1952 von Kirchdorf aus mit einer Ladung Kartoffeln nach Holstein abgesetzt.“ Laut Uwe Giesler gelangte die Sommernachtstraum aber bereits 1951 in den Westen.

## Weitere Nutzung
Nach Bades Flucht taufte Karl Christian Bade sein Schiff, vielleicht nach einem Umbau, um. Es fuhr fortan unter dem Namen Westerley. 1954 charterte der Ruhr-Zoo, wie in der Stadtchronik Gelsenkirchens zu lesen ist, „den Ausflugsdampfer 'Westerley' mit Kapitän Karl Christian Bade“ für einen Ausflugsverkehr auf dem Rhein-Herne-Kanal. Fünfmal pro Tag fuhr das Schiff, das damals 150 Personen befördern durfte, von der Schleuse V Wanne-Eickel zur Münsterstraße. Man bezahlte für die Hin- und Rückfahrt 1,50 DM; die Fahrt dauerte 45 bis 50 Minuten. Abends fuhr die Westerley mit bunter Lampionbeleuchtung.
Ab 1962 hieß das Schiff Inselstadt Ratzeburg und befand sich im Besitz von Herbert Grundmann, der wie Bade in den 1950er-Jahren aus der DDR geflohen war. Offenbar wechselte das Schiff mit dem Umzug Grundmanns nach Hanau den Namen. Dort war es als Christel im Einsatz. Laut Günter Benja war die Christel 18,10 Meter lang und 3,80 Meter breit, hatte einen Tiefgang von 0,8 Metern und eine Maschine mit 120 PS, mit der sie eine Geschwindigkeit von 18 km/h erreichte. Sie war für 125 Personen zugelassen. Der nächste Name des Schiffes war Wappen von Celle. Unter diesem Namen fuhr es erst für Drewa und dann für Bornemann in Celle, ehe es als Lodiga Queen nach Hannover kam und schließlich den Namen Silvia erhielt. Unter diesem Namen fuhr es bis 1997 für Lindner in Bad Kösen. Laut Dieter Schubert wurde es dann nach Freyburg an der Unstrut verkauft und sollte dort weiter verwendet werden.